# François Chardeaux
Cet article possède un paronyme, voir Chardeau.
François Chardeaux est un réalisateur français né le 12 novembre 1933 à Saint-Mandé et mort le 9 juin 2011 à Villejuif.

## Filmographie
- 1968 : 33 jours en mai
- 1973 : L'Inde au féminin[1]
- 1986 :  Douce France